# Åbenrå (commune)
Pour les articles homonymes, voir Aabenraa (homonymie).
Åbenrå est une commune du Danemark, de 60392 habitants en 2019. Elle est située dans le sud-est du pays et relève de la région du Danemark du Sud. Son chef-lieu est la ville homonyme d'Åbenrå.

## Histoire
La commune d'Åbenrå est créée en 2007, dans le cadre d'une grande réforme de l'administration locale du pays. Elle est issue de la fusion de cinq anciennes communes : celles d'Åbenrå, Bov, Lundtoft, Rødekro et Tinglev.

## Démographie
En 2019, la commune d'Åbenrå comptait 59 035 habitants, dont 16 352 dans la ville même d'Åbenrå.
| Localité            | Population (2019) |
| ------------------- | ----------------- |
| Åbenrå              | 16 352            |
| Rødekro             | 6 072             |
| Padborg             | 4 361             |
| Tinglev             | 2 789             |
| Løjt Kirkeby        | 2 277             |
| Hjordkær            | 1 619             |
| Kruså               | 1 547             |
| Bylderup-Bov        | 1 323             |
| Kliplev             | 1 226             |
| Stubbæk             | 1 223             |
| Bolderslev          | 1 174             |
| Felsted             | 1 075             |
| Kollund             | 985               |
| Genner              | 757               |
| Hellevad            | 541               |
| Bovrup              | 496               |
| Hostrupskov         | 483               |
| Varnæs              | 458               |
| Ravsted             | 437               |
| Holbøl              | 424               |
| Søgård              | 325               |
| Hovslund Stationsby | 293               |
| Rens                | 284               |
| Kollund Østerskov   | 280               |
| Uge                 | 239               |
| Fårhus              | 231               |

## Politique
Le conseil municipal de la commune se compose de 31 membres élus pour un mandat de quatre ans.
| Élection | Parti | Parti | Parti | Parti | Parti | Parti | Parti | Parti | Maire                  |
| Élection | A     | C     | D     | F     | O     | S     | V     | Ø     | Maire                  |
| -------- | ----- | ----- | ----- | ----- | ----- | ----- | ----- | ----- | ---------------------- |
| 2005     | 17    | 2     | 0     | 0     | 1     | 2     | 9     | 0     | Tove Larsen (A)        |
| 2009     | 14    | 1     | 0     | 2     | 2     | 2     | 10    | 0     | Tove Larsen (A)        |
| 2013     | 8     | 1     | 0     | 1     | 5     | 2     | 13    | 1     | Thomas Andresen (V)    |
| 2017     | 9     | 2     | 0     | 1     | 5     | 2     | 11    | 1     | Thomas Andresen (V)    |
| 2021     | 9     | 4     | 2     | 1     | 2     | 2     | 11    | 0     | Jan Riber Jakobsen (C) |